# Donja Ljubata
Donja Ljubata (Servisch cyrillisch Доња Љубата) is een plaats in de Servische gemeente Bosilegrad. De plaats telt 395 inwoners (2002).